# Discografia de Justin Moore
A discografia de Justin Moore, um cantor-compositor norte-americano, consiste de dois álbuns de estúdio, um extended play (EP) e sete singles. O seu álbum de estreia, Justin Moore, foi lançado em agosto de 2011 e atingiu a 10ª posição na tabela musical dos Estados Unidos Billboard 200 e a quinta na Billboard Country Albums. O material fonográfico recebeu a certificação de disco de ouro pela Recording Industry Association of America (RIAA). "Back That Thing Up", "Small Town USA", "Backwoods" e "How I Got to Be This Way" foram lançados como singles de divulgação e tiveram desempenho mediano nas tabelas musicais, sendo que o segundo citado alcançou a primeira posição na tabela Hot Country Songs e foi autenticado de disco de ouro pela Recording Industry Association of America (RIAA).
O segundo álbum do artista, Outlaws Like Me, foi distribuído em 21 de junho de 2011 e alcançou o 5º lugar da Billboard 200 e o primeiro na Billboard Country Albums, sendo mais tarde autenticado como ouro pela Recording Industry Association of America (RIAA). Sua faixa de promoção inicial, "If Heaven Wasn't So Far Away", marcou o segundo topo do cantor na Hot Country Songs. As duas faixas seguintes, "Bait a Hook" e "Til My Last Day", falharam em seguir o desempenho da anterior.

## Álbuns

### Álbuns de estúdio
| Ano  | Detalhes do álbum                                                                                                  | Melhores posições atingidas | Melhores posições atingidas | Certificações |
| Ano  | Detalhes do álbum                                                                                                  | EUA                         | EUA Country                 | Certificações |
| ---- | --- | --------------------------- | --------------------------- | ------------- |
| 2009 | Justin Moore - Lançamento: 11 de agosto de 2009 - Gravadora: Valory Music Group - Formatos: CD, download digital   | 10                          | 3                           | - RIAA: Ouro  |
| 2011 | Outlaws Like Me - Lançamento: 21 de junho de 2011 - Gravadora: Valory Music Group - Formatos: CD, download digital | 5                           | 1                           | - RIAA: Ouro  |

### Extended plays(EP)
| Ano  | Detalhes do álbum | Melhores posições atingidas | Melhores posições atingidas |
| Ano  | Detalhes do álbum | EUA Country                 | EUA Heat                    |
| ---- | --- | --------------------------- | --------------------------- |
| 2009 | The "You Asked for It" EP - Lançamento: 21 de junho de 2011 - Gravadora: Valory Music Group - Formatos: CD, download digital | 54                          | 49                          |

## Singles
| Ano                                                                                                   | Singles                        | Melhores posições atingidas | Melhores posições atingidas | Melhores posições atingidas | Vendas e Certificações | Álbum           |
| Ano                                                                                                   | Singles                        | EUA                         | EUA Country                 | CAN                         | Vendas e Certificações | Álbum           |
| --- | ------------------------------ | --------------------------- | --------------------------- | --------------------------- | ---------------------- | --------------- |
| 2008                                                                                                  | "Back That Thing Up"           | —                           | 38                          | —                           |                        | Justin Moore    |
| 2009                                                                                                  | "Small Town USA"               | 44                          | 1                           | —                           | - RIAA: Ouro           | Justin Moore    |
| 2009                                                                                                  | "Backwoods"                    | 69                          | 6                           | —                           |                        | Justin Moore    |
| 2010                                                                                                  | "How I Got to Be This Way"     | 101                         | 17                          | —                           |                        | Justin Moore    |
| 2011                                                                                                  | "If Heaven Wasn't So Far Away" | 49                          | 1                           | 76                          | - RIAA: Ouro           | Outlaws Like Me |
| 2011                                                                                                  | "Bait a Hook"                  | 63                          | 17                          | —                           |                        | Outlaws Like Me |
| 2012                                                                                                  | "Til My Last Day"              | 51                          | 7                           | 91                          |                        | Outlaws Like Me |
| "—" indica que o single não entrou na tabela musical ou não foi lançado no território correspondente. |                                |                             |                             |                             |                        |                 |

### Outras canções
| Ano  | Singles           | Melhores posições atingidas | Álbum                            |
| Ano  | Singles           | EUA Country                 | Álbum                            |
| ---- | ----------------- | --------------------------- | -------------------------------- |
| 2012 | "Run Rudolph Run" | 58                          | The Country Christmas Collection |

## Vídeos musicais
| Ano  | Vídeo                          | Diretor          |
| ---- | ------------------------------ | ---------------- |
| 2008 | "Back That Thing Up"           | Wes Edwards      |
| 2009 | "Small Town USA"               | Chris Hicky      |
| 2009 | "Backwoods"                    | Kristin Barlowe  |
| 2010 | "How I Got to Be This Way"     | Chris Hicky      |
| 2011 | "If Heaven Wasn't So Far Away" | Peter Zavadil    |
| 2011 | "This Is NRA Country"          | Adam Taylor      |
| 2011 | "Bait a Hook"                  | Shane Drake      |
| 2012 | "'Til My Last Day" (live)      | Justin Nolan Key |
| 2012 | "'Til My Last Day"             | Peter Zavadil    |